# 万埠镇
万埠镇，是中华人民共和国江西省南昌市安义县下辖的一个乡镇级行政单位。

## 行政区划
万埠镇下辖以下地区：
老街社区、新街社区、洲上村、坪源村、万坪村、下庄村、桃一村、桃二村、大垅村、大花村、前岸村、团北村、南楼村、青湖村、郭上村、王家村、文埠村和罗山村。